# Retentietijd (chromatografie)

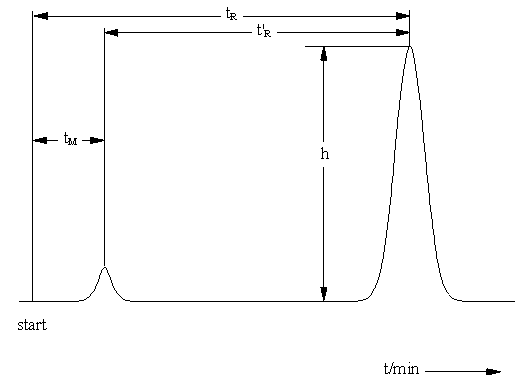
Retentietijd

Retentietijd is de tijd die een bepaalde stof uit een te scheiden mengsel nodig heeft om door een chromatografische kolom te passeren (elueren). Om preciezer te zijn: het tijdsverschil tussen het moment van injecteren en het moment dat de hoogste concentratie van de piek de detector passeert. Stoffen die een hoge affiniteit hebben met de stationaire fase zullen er langer over doen om door de kolom te komen dan stoffen die een lage affiniteit hebben. De stoffen met een lagere affiniteit hebben dus een kortere retentietijd.

## Dode tijd en netto retentietijd
tM (de dode tijd of mobiele tijd), is de tijd die nodig is voor de mobiele fase om de kolom te passeren.
tR (totale retentietijd) is de tijd die verstreken wordt vanaf de monsterinjectie tot de detectie van het maximum van de piek. In ideale omstandigheden is de tR onafhankelijk van de kwantiteit van de ingespoten monster.
t'R (netto retentietijd) is de totale retentietijd minus de dode tijd:
{\displaystyle t_{R}^{'}=t_{R}-t_{M}}

## Capaciteitsfactor
De capaciteitsfactor of retentiefactor is de verhouding tussen de netto retentietijd en de dode tijd:
{\displaystyle k'={\frac {t'_{R}}{t_{M}}}}

Bij constante temperatuur is het voordeel van k' boven retentie tijd dat k' onafhankelijk is van de gassnelheid.
Isotherme retentie tijd tR kan als volgt berekend worden:
{\displaystyle t_{R}=t_{M}(k'+1)}
Het verband met kolom lengte volgt uit de definitie van de gemiddelde stroomsnelheid u door de kolom:
{\displaystyle u={\frac {L}{t_{M}}}}
waarin L de kolomlengte is.